# Alexander Nairne
Alexander Nairne (falecido em 1936) foi um cónego de Windsor de 1921 a 1936 e Regius Professor de Divindade em Cambridge.

## Carreira
Ele foi educado no Jesus College, Cambridge, e formou-se DD em 1914.
Ele foi nomeado:
- Assistant curate de Great St Mary's, Cambridge, 1887 - 1889
- Mestre Assistente na Harrow School 1890-1892
- Assistant curate em Hadleigh, Suffolk 1892 - 1894
- Reitor de Tewin 1894 - 1912
- Professor Hebraico e Exegese do Antigo Testamento, King's College, Londres 1900 - 1917
- Vigário da Igreja de Todos os Santos, Cambridge, 1917 - 1919
- Reitor do Jesus College, Cambridge, 1917
- Cónego da Catedral de Chester 1914 - 1922
- Regius Professor de Divindade em Cambridge 1922-1932

Ele foi nomeado para a décima primeira bancada na Capela de São Jorge, Castelo de Windsor em 1921, e manteve a posição até 1936.